# 1820年分攤法令
《1820年分攤法令》（英語：Apportionment Act 1820；1 Geo 4 c 108）是英國國會的一項法令。
整部法令由《1975年成文法（廢除）法令》第1(1)條及附表第VII部廢除。